# Conservatorio Profesional de Música Manuel Quiroga
El Conservatorio Profesional de Música Manuel Quiroga es un centro público de enseñanza musical de la ciudad española de Pontevedra, perteneciente a la Consejería de Educación de la Junta de Galicia, que imparte enseñanzas elementales y profesionales de música. Fue fundado en 1863 y recibió su nombre actual en honor al violinista pontevedrés Manuel Quiroga Losada.

## Ubicación
El conservatorio profesional de música está situado en el número 4 de la avenida Virxinia Pereira Renda en el barrio de A Parda de Pontevedra.

## Historia
El Conservatorio de Pontevedra fue fundado el 13 de febrero de 1863, siendo el conservatorio en activo más antiguo de Galicia. En 1955, el Ayuntamiento de Pontevedra reabrió el conservatorio municipal de música (que había estado cerrado en la posguerra), que contaba entonces con cuatro profesores y estaba dirigido por Antonio Iglesias Vilarelle. 
Desde 1992, el Conservatorio forma parte de la red pública de conservatorios de la Junta de Galicia, impartiendo las titulaciones básicas y profesionales de los programas regulados en el Real Decreto (RD) 268/1966 hasta su extinción, los regulados en el RD 253/1993 en vigor y los estipulados en la LOE/07 de 27 de septiembre. 
En 2004, el Conservatorio se trasladó de su ubicación en la calle Alfonso XIII a la Avenida Juan Carlos I (actual avenida Virxinia Pereira Renda), en el barrio de A Parda, lo que supuso una mejora de su oferta educativa y un aumento del número de alumnos, profesores y especialidades, añadiendo Música antigua a las ya existentes.

## Estudios
El conservatorio ofrece una amplia gama de especialidades que incluyen canto, piano, acordeón, especialidades de orquesta de viento madera y metal, instrumentos de la familia del violín, percusión, cuerdas pulsadas e instrumentos musicales antiguos y barrocos como la flauta, la viola da gamba y el clavecín. El conservatorio incluye en su oferta educativa musical una sección bilingüe impartida en portugués.

## Instalaciones

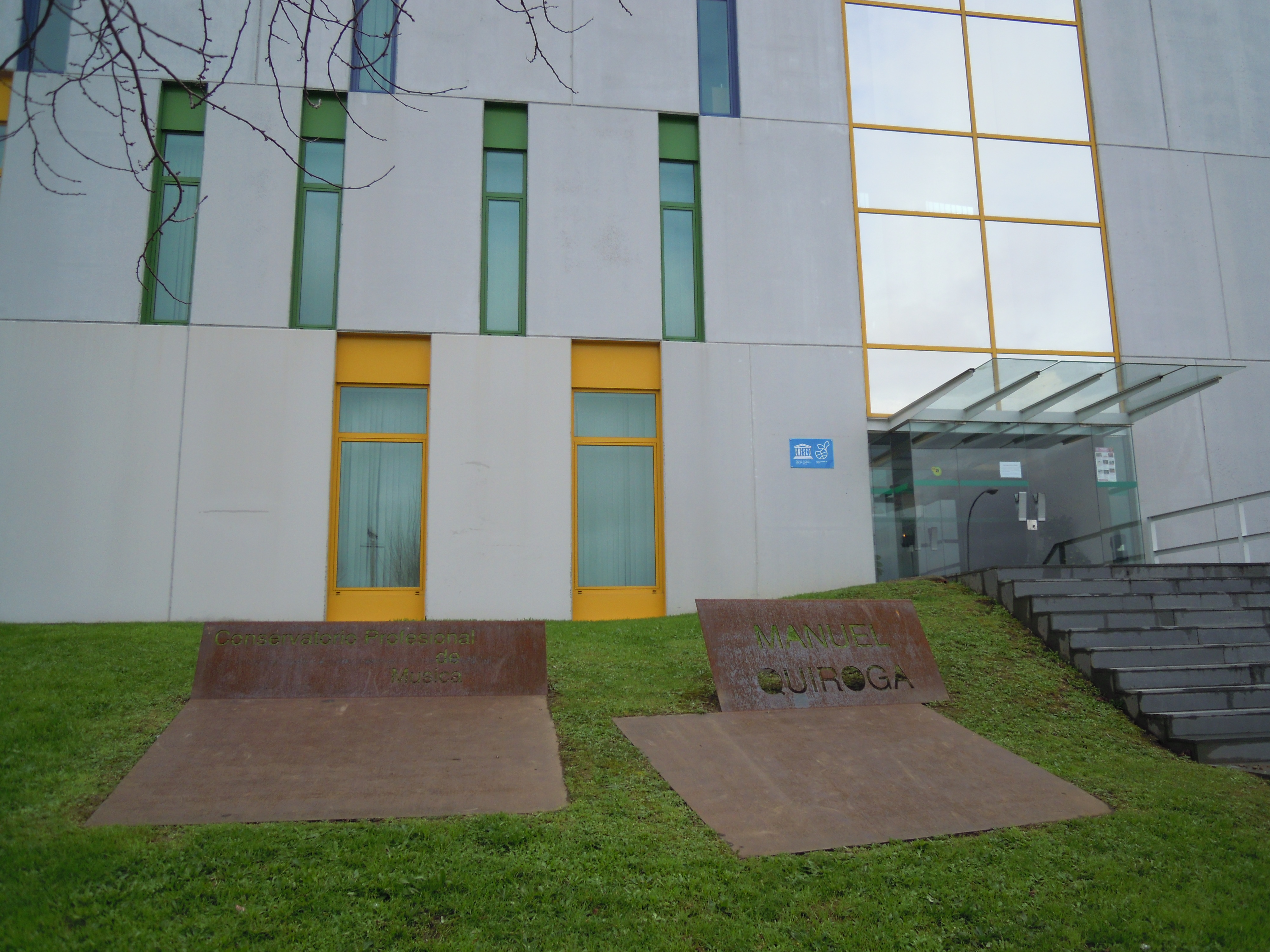
Entrada del conservatorio

El edificio actual tiene aproximadamente 3200 m2 repartidos en cuatro plantas, más un aparcamiento para 26 coches y jardines. El centro cuenta con las siguientes instalaciones:
- 27 aulas de enseñanza instrumental.
- 9 aulas de enseñanza no instrumental.
- 2 aulas de música de cámara.
- 1 aula polivalente.
- 1 aula de informática aplicada a la música.
- 24 cabinas de estudio.
- 3 despachos.
- 1 sala de secretaría.
- 1 conserjería.
- 3 despachos destinados a usos varios (departamentos, etc.).
- Sala de profesores.
- Auditorio con más de 200 localidades.
- Biblioteca-fonoteca.
- Cafetería.
- Aseos, cuartos de limpieza.
- Almacén general y cuartos de instalaciones (en el sótano).